# Cao Quỳnh Cư
Cao Quỳnh Cư (1888–1929) là Thượng phẩm chủ Chi Đạo chức sắc Hiệp Thiên Đài của đạo Cao Đài. Theo niềm tin đạo Cao Đài, tiền kiếp của ông là Hán Chung Li . Ông sinh năm Mậu Tý (dl 1888) tại làng Hiệp Ninh, tổng Hàm Ninh Thượng, tỉnh Tây Ninh thuộc miền nam Việt Nam (nay là phường Hiệp Ninh, thành phố Tây Ninh, tỉnh Tây Ninh). Thân phụ là ông Cao Quỳnh Tuân (Xuất Bộ Tinh Quân) và mẹ là bà Trần Thị Huệ (đắc phong Nữ Giáo sư Cửu Trùng Đài trong đợt phong Thánh đầu tiên năm 1926). Ông là em ruột của Bảo Văn Pháp Quân Cao Quỳnh Diêu. Ông kết hôn với bà Nguyễn Thị Hiếu – được phong Nữ Đầu Sư Chánh vị Hương Hiếu năm 1968. Con trai duy nhất của hai ông bà là Cao Quỳnh An mất tại Pháp.

## Sự nghiệp đạo

### Người khai phá
Theo đạo Cao Đài thì ông là một trong những người đầu tiên trong đạo có thể Thông Công với cõi giới siêu tự nhiên bằng phương pháp Xây bàn. Lúc đầu, ông tiếp xúc được với những người thân trong gia đình đã khuất, dần dần ông tiếp xúc với các Thần Tiên, và sau cùng là Thượng đế. Năm 1925, Thượng đế thu nhận ông và hai ông Phạm Công Tắc thọ phong Hộ pháp và Cao Hoài Sang thọ phong Thượng Sanh làm môn đệ.
Cũng theo tư liệu Cao Đài, trong năm này, vào dịp lễ Trung Thu, Thượng đế truyền dạy ba ông làm tiệc chay đãi Phật Mẫu và Cửu Vị Tiên Nương tại nhà của ông. Ngày nay, Trung Thu hằng năm là ngày lễ lớn của Đạo Cao Đài, gọi là Hội Yến Diêu Trì. Trong ngày này, toàn thể tín đồ đều về Tòa Thánh Tây Ninh để dự lễ. Tín đồ Cao Đài tin rằng Hội Yến Diêu Trì là một lễ hội tôn giáo hàm chứa triết lý Cao Đài.
Sau lễ khai đạo ông trọn phế đời hành đạo đem cả gia đình về Tây Ninh chuyên tâm lo việc tôn giáo. Ông là người lo di dời Hội Thánh từ Từ Lâm Tự (chùa Gò Kén) về Tòa Thánh Tây Ninh hiện nay và sau đó chịu trách nhiệm chính trong việc phá rừng khai hoang xây dựng Tòa Thánh tạm.

### Đồng tử quan trọng
Đạo Sử Cao Đài ghi nhận, trong số các đệ tử đầu tiên được Thượng đế chọn làm đồng tử (người phụ trách cầu cơ), thì ông và Phạm Công Tắc được chỉ định cùng chung một đôi. Phần lớn các quyết định phong chức sắc hoặc các văn kiện quan trọng làm nền tảng cho tôn giáo Cao Đài đều từ các bài cầu cơ của hai ông mà ra. Trong số các văn kiện này có thể kể: Tân Luật, Pháp Chánh Truyền, các bài Kinh Thiên Đạo và Thế Đạo...

### Chịu thử thách và qui thiên và đăng tiên
Cũng như các ông Lê Văn Trung, Phạm Công Tắc... Ông Cao Quỳnh Cư bị nhà cầm quyền Pháp lúc đó tìm mọi cách làm khó dễ, chẳng hạn như thường xuyên mời ra Tòa án Tây Ninh cật vấn đủ điều. Tuy nhiên, cuối cùng, không phải người Pháp mà chính là một nhóm người trong Đạo đã tìm chuyện gây hấn, dùng vũ lực đuổi vợ chồng ông ra khỏi Tòa Thánh. Ông về nhà riêng ở Tây Ninh (nay là Thảo Xá Hiền Cung),từ ngày về Thảo Xá Hiền Cung thì lâm bệnh nặng, thân thể hao mòn, sắc diện âu sầu buồn bã. Ông bị tâm bịnh vì thất chí, lương y khó phương điều trị cho lành mạnh. 
Theo lệnh Đức Chí Tôn dạy Hội Thánh Cao Đài cất Tịnh thất trong Nội Ô để rước ông nhập tịnh.
Ngày 15-10-Mậu Thìn (1928), 7 giờ sáng, một đoàn xe hơi Chức sắc Đại Thiên phong Hiệp Thiên, Cửu Trùng, đến Thảo Xá Hiền Cung rước Đức Cao Thượng Phẩm, thì Ngài vui lòng lên xe về Tòa Thánh, nhập Tịnh thất. Hội Thánh có chọn Chức sắc phụng sự mọi việc thường thức cho Ngài. Đức Cao Thượng Phẩm nhập Tịnh thất một thời gian, bịnh tình cũng chưa thuyên giảm, hằng ngày kém ăn mất ngủ, thân thể xem gầy còm.
Ngày 26-12-Mậu Thìn (1928) (gần Tết), Ngài tỏ với người bạn thân là Bà Giáo sư Hương Hiếu, lo sắp đặt 6 giờ chiều trở về Thảo Xá. Ngài không cho Chức sắc hay trước. 6 giờ chiều, Giáo Hữu Thượng Trí Thanh kêu một cỗ xe ngựa, lót nệm để Ngài nằm, đi theo hộ vệ chỉ có người bạn thân của Ngài và Giáo Hữu Thượng Trí Thanh, đưa Ngài về Thảo Xá. 7 giờ rưỡi tới nơi, đỡ vào phòng nghỉ ngơi, xem được khỏe như lúc lên xe. Từ đây ở yên nơi Thảo Xá." 
Ngày 1-3-Kỷ Tỵ (dl 10-4-1929), 11 giờ trưa, ông cho mời Hộ pháp Phạm Công Tắc cùng ông Bảo Văn Pháp Quân Cao Quỳnh Diêu, Bà Giáo sư Hương Hiếu, Giáo Hữu Thượng Trí Thanh, Giáo Hữu Thượng Kỳ Thanh, Lễ Sanh Thượng Nguơn Thanh.
Ông nhìn Hộ pháp Phạm Công Tắc trối rằng: "Nay Qua về chầu Đức Chí Tôn, Em ở lại hiệp với Chức sắc chung lo nền Đạo của Thầy cho được vẹn toàn mọi sự. Anh dầu có nhắm mắt thì sự mất cũng như còn."
Nói rồi tuôn hai hàng nước mắt. Kế day qua nói với người bạn thân của ông, căn dặn để trọn tâm lo tròn phận sự.
Nói dứt lời thì ông qua đời.